# Trichoplusia laportei
Trichoplusia laportei är en fjärilsart som beskrevs av Claude Dufay 1972. Trichoplusia laportei ingår i släktet Trichoplusia och familjen nattflyn. Inga underarter finns listade i Catalogue of Life.